# 9.ª Flotilla U-boat
La novena flotilla de submarinos alemana ( alemana 9. Unterseebootsflottille ) se formó en octubre de 1941 en la comuna francesa de Brest. Entró en funcionamiento en abril de 1942, después de que el primer submarino listo para el combate, el U-213, llegara a la base de Brest el 20 de marzo de 1942. La flotilla operaba principalmente varias marcas del U-boot Tipo VII y concentraba sus esfuerzos principalmente en el Atlántico Norte, contra convoyes hacia y desde Gran Bretaña . La flotilla sirvió desde Brest hasta que la base estuvo amenazada de ser capturada por las fuerzas estadounidenses . El último de los submarinos de la flotilla, el U-256 partió de Brest el 4 de septiembre de 1944 hacia Bergen, Noruega, y esto marcó el final de la novena flotilla. Todos sus barcos supervivientes fueron reasignados a la 11.ª Flotilla de submarinos en Bergen.
El símbolo de la 9.ª Flotilla, Der lachende Schwertfisch o el "pez espada que ríe", se convirtió en el símbolo de la unidad después de que Lehmann-Willenbrock asumiera el mando. Anteriormente ha sido el emblema de la torre de mando de su mando anterior, U-96 de la fama de " Das Boot ".

## Comandantes de flotilla
| Duración                          | Rango            | Comandante                   |
| --------------------------------- | ---------------- | ---------------------------- |
| octubre de 1941 - febrero de 1942 | Teniente capitán | Jürgen Oesten                |
| mayo de 1942 - septiembre de 1944 | Korvettenkapitan | Heinrich Lehmann Willenbrock |

## Submarinos de la Flotilla
| U-89  | U-90  | U-91  | U-92  | U-210 | U-211 | U-213  |
| U-214 | U-215 | U-216 | U-217 | U-218 | U-230 | U-232  |
| U-240 | U-244 | U-248 | U-254 | U-256 | U-273 | U-279  |
| U-282 | U-283 | U-284 | U-293 | U-296 | U-302 | U-309  |
| U-317 | U-347 | U-348 | U-365 | U-377 | U-383 | U-388  |
| U-389 | U-403 | U-407 | U-408 | U-409 | U-412 | U-421  |
| U-425 | U-438 | U-443 | U-447 | U-450 | U-473 | U-480  |
| U-482 | U-591 | U-595 | U-604 | U-605 | U-606 | U-621  |
| U-631 | U-633 | U-634 | U-638 | U-659 | U-660 | U-663  |
| U-664 | U-709 | U-715 | U-739 | U-744 | U-755 | U-759  |
| U-761 | U-762 | U-764 | U-771 | U-772 | U-951 | U-954  |
| U-955 | U-966 | U-979 | U-984 | U-989 | U-997 | U-1165 |